# Edvard Hegner
Edvard Hegner (7. listopadu 1876 Strachotín – 23. dubna 1929 Praha) byl moravský úředník, spisovatel, novinář a redaktor.

## Život
Narodil se svobodné matce Veronice Nahacké, která si poté vzala Josefa Hegnera, slevače v Zastávce (bez zápisu do matriky narozených). Roku 1908 se oženil se spisovatelkou Annou Hegnerovou, rozenou Metelkovou. Měli spolu dvě děti: Vlastu (* 1909) a Jiřího (* 1910).
Edvard Hegner byl účetním v Dělnické akademii, spisovatelem, autorem lidových sociálních dramat a próz, novinářem, osvětovým pracovníkem, redaktorem časopisů Čas a Dělnická osvěta. Psal do časopisů Anděl strážný, Besedy lidu, Dennice novověku, Dělnická osvěta, Hlas lidu, Ilustrovaný svět, Nová doba, Rajská zahrádka, Rudé květy, Světozor.
V Praze XII bydlel na adrese Úzká 9.

## Dílo

### Básně
- Háj na podzim; Modlitba – In: Anděl strážný – časopis pro křesťanskou mládež 1900 č. 3. s. 82. Brno
- Ctnost potrvá – In: Anděl strážný 1901 č. 8. s. 231. Brno
- Mne touha táhne v rodnou zem – In: Rajská zahrádka. Časopis pro mládež 1902, seš. 2
- Ztracený květ – In: Rajská zahrádka 1902, seš. 3

### Próza
- Aspoň se nenachladí: momentní obrázek – In: Ilustrovaný svět – velké vydání Besed lidu, 13. 11. 1903 s. 64
- Svačinovy střevíce: humoreska – In: Ilustrovaný svět, 1903 s. 927–928
- Když se zima vrátí: časová osa – In. Ilustrovaný svět, 11. 3. 1904 s. 470
- Drahé kýchnutí: humoreska – In: Ilustrovaný svět, 9. 9. 1904 s 1098
- Románek pana Havrdy – In: Besedy lidu – laciný prostonárodní obrázkový časopis 1904 s. 291–292
- Památka po starouškovi: humoreska – In: Besedy lidu 1905 s. 37–39
- Zkažená radost: sylvestrovská črta – In: Besedy lidu 1905 s. 61–62
- Jsem hlídačem – In: Rudé květy: illustrovaný lidový měsíčník pro zábavu a poučení 1. 4. 1904 s. 165–166
- Když zmizel dým: vzpomínka na První Máj – In: Rudé květy 1. 5. 1904 s. 186–187
- Hlad ducha – In: Rudé květy 1. 10. 1905 s. 68
- Řečník nepřijel: satyra – In: Dělnická osvěta – rádce výchovný a vzdělávací: věstník Dělnické akademie v Praze, 1. 8. 1909 s. 170–171
- Petrolejník: z drobných příhod továrních – In: Nová doba: orgán lidu pracujícího 7. 1. 1905 s. 5
- Vyplněný sen – In: Nová doba 14. 1. 1905, s. 4
- Jak pan policejní komisař přispěl na vězeňský fond: feuilleton – In: Nová doba 11. 2. 1905 s.  1–3
- Dostal ho: feuilleton – In: Nová doba 15. 2. 1905 s, 1–2
- Jak babičky vychovávají vnoučata – In: Dennice novověku: orgán Bratrstva Česko-Slovanských podporujících spolků 11. 2. 1904 s. 10
- Rozvrat: obraz ze života – In: Hlas lidu 4. 5. 1910–12. 5. 1910 s. 3
- Cesta k peklu – Praha: Antonín Svěcený, 1918
- Marjánka Mičánková a jiné prosy o dětech a jejich vychovatelích – s manželkou. Praha: Hegnerův kruh laciné lidové četby, 1925
- Čertova nevěsta: satirický román – s karikaturami Josefa Lady. Praha: A. Svěcený, 1927

### Divadelní hry
- Rub slávy: veselohra o 3 dějstvích – Praha-Žižkov: A. Svěcený, 1911
- Bratránci: drama o čtyřech dějstvích – Praha: vlastním nákladem, 1911
- Průboj: sociální hra o třech dějstvích – Praha: v. n., 1913
- Anna Martensová: drama o třech dějstvích – s manželkou. Praha: v. n., 1913
- Přísný pán: tragikomedie o čtyřech dějstvích – s manželkou. Praha: v. n., 1914
- Nad jícnem sopky: hra o čtyřech jednáních – Praha: František Švejda, 1920
- Rodina Sukových: lidová hra o 4 dějstvích – Praha: F. Švejda, 1921
- Trosečníci: sociální drama ze života "bývalých lidí" o čtyřech jednáních – Praha: F. Švejda, 1921
- Boj o Titana: maloměstská předvolební komedie o 3 dějstvích – Praha: Knihovna Obrození, 1922
- Zlaté doly: komedie o čtyřech dějstvích – s manželkou. Praha: Rudolf Hudec, 1923
- Pět grotesek [Milosrdné lži – Pokoj lidem dobré vůle – Autoři, pište lidové hry – Kritiku, zastaň se mne! – A nyní suď ty, obecenstvo] – Praha: R. Hudec, 1924
- Tajemství legionářova kufru: satirická komedie o třech dějstvích – Praha-Vinohrady: Hegnerovy lidové divadelní knihovny, 1924

### Jiné
- Vzorná spolková knihovna dělnická – In: Dělnická osvěta – 15. 8. 1909, s. 173–182
- Dělnická osvěta. Ročník III. – Redaktoři: Rudolf Tayerle a Edvard Hegner. Praha: v. n., 1909
- Dělnická osvěta. Ročník IV. – Redaktor: Edvard Hegner. Praha: v. n., 1910